# Ла-Редонда
Ла-Редонда (ісп. La Redonda) — муніципалітет в Іспанії, у складі автономної спільноти Кастилія-і-Леон, у провінції Саламанка. Населення — 93 особи (2010).
Муніципалітет розташований на відстані близько 260 км на захід від Мадрида, 90 км на захід від Саламанки.

## Демографія
Динаміка населення (INE ):